# Двомо, Пьер
Пьер Двомо (нидерл. Pierre Dwomoh; родился 21 июня 2004) — бельгийский футболист, полузащитник клуба «Уотфорд».

## Клубная карьера
Выступал за молодёжные команды «Хеффен», «Мехелен», «Андерлехт» и «Генк». 21 июня 2019 года 15-летний Двомо подписал свой первый профессиональный контракт с «Генком». 19 декабря 2020 года дебютировал в основном составе «Генка», выйдя на замену Брайану Хейнену в матче высшего дивизиона бельгийского чемпионата против «Кортрейка».
В августе 2021 года перешёл в «Антверпен».

## Карьера в сборной
Выступал за сборные Бельгии до 15, до 17 и до 18 лет.